# Festival international du cinéma d'auteur de Rabat
Le Festival international du cinéma d'auteur de Rabat est une manifestation annuelle créée en 1994 dans la capitale du Maroc. Rendez-vous des cinématographies du monde, le festival a pour vocation de favoriser la diffusion d’un cinéma exigeant et de nourrir le désir de cinéma du public marocain en lui amenant des films d’auteur qui n’ont quasiment pas d’autre occasion d’être projetés dans le pays.